# 小行星9438
小行星9438（英語：9438 Satie）是一颗围绕太阳公转的小行星。1997年3月5日，太空监视在基特峰发现了此天体。
这颗小行星的绝对星等为126.2654402964417等。